# René Lemarchand
René Lemarchand (França, 1932) és un politòleg franco-estatunidenc conegut per la seva recerca sobre els conflictes ètnics i els genocidis a Ruanda, Burundi i Darfur. Ha publicat tant en anglès com en francès, i és particularment conegut pel seu treball sobre el concepte de clientelisme. És professor emèrit a la Universitat de Florida i continua escrivint, ensenyant a nivell internacional i consultant. Des de la seva jubilació ha treballat per a l'Agència per al Desenvolupament Internacional del Departament d'Estat dels Estats Units a Abidjan (Costa d'Ivori) com a consultor regional per a Àfrica Occidental en Governança i Democràcia i com a assessor de Democràcia i Governança a USAID/Ghana.

## Primers anys i educació
René Lemarchand va néixer el 1932 a França. Després de fer carrera universitària a França, va anar als Estats Units per fer estudis de doctorat en ciències polítiques. Va completar el seu doctorat a la Universitat de Califòrnia a Los Angeles (UCLA), especialitzant-se en estudis d'Àfrica central.

## Carrera
Lemarchand va ingressar a la facultat de ciències polítiques de la Universitat de Florida a la fi de 1962. Es va convertir en el primer director del Centre d'Estudis Africans a la UF i va ocupar aquest càrrec fins al 1965. Va treballar a la UF durant tota la seva carrera acadèmica. S'ha especialitzat en temes polítics en les nacions africanes, especialment en els conflictes ètnics que condueixen a la guerra i ha publicat obres tant en francès com en anglès.
El juliol del 1971, durant un viatge de recerca de dos mesos al Txad, Lemarchand va ser arrestat i acusat de visitar una zona restringida i no respondre a una convocatòria del president del país. Va ser alliberat a finals d'agost de 1971.
Lemarchand va rebre una beca Fulbright per a juny-setembre de 1983 per una conferència en ciències polítiques a la Universitat de Zimbabwe. També va rebre una Fulbright del juliol de 1987 a gener de 1988 per a la investigació en ciències polítiques a la Universitat de Txad i la Universitat de Lagos.
Lemarchand s'ha convertit en un expert en poblacions i conflictes ètnics, com el de Burundi, el genocidi ruandès de 1994 i Darfur. És internacionalment conegut com a expert en el cicle de la violència a l'Àfrica Central. Ha estat professor visitant a les universitats d'Europa, Àfrica i Amèrica del Nord.
Actualment és professor emèrit de ciències polítiques a la Universitat de Florida, però també ha treballat com a consultor en governança per a l'USAID a Abidjan i com assessor de governança i democràcia a USAID/Ghana.

## Obres

### Llibres
- Political Awakening in the Belgian Congo (University of California Press, 1964)
- '"Rwanda and Burundi"' (Praeger, 1970).
- Selective Genocide in Burundi (1974)
- African Kingships in Perspective (1977)
- African Policy in Southern Africa (1978)
- Political Clientelism in Patronage and Development (1981)
- The World Bank in Rwanda (1982)
- Green and the Black: Qadhafi's Policies in Africa (1988)
- Burundi: Ethnocide as Discourse and Practice (1994),
- Burundi: Ethnic Conflict and Genocide (Woodrow Wilson Center Press/Cambridge University Press, 1996)
- The Dynamics of Violence in Central Africa (University of Pennsylvania Press, 2009)

### Articles
- "Disconnecting the Threads: Rwanda and the Holocaust Reconsidered", Idea Journal, Vol. 7, No. 1, 29 March 2002
- 2007, "Rwanda: The state of research". Online Encyclopedia of Mass Violence (4 November). pp. 1-25.
- 2006. "Consociationalism and power sharing in Africa: Rwanda, Burundi, and the Democratic Republic of the Congo". African Affairs 106, No. 422: pp. 1–20.
- 2006. "The politics of memory in post-genocide Rwanda". Occasional Papers, Center for Holocaust and Genocide Studies, University of Florida: pp. 25–54.
- 2005-2006. "The geopolitics of the Great Lakes crisis." L'Afrique des Grands Lacs. Annuaire 2005-2006.
- 2005. "Bearing witness to mass murder." African Studies Review, Vol. 48, No. 3 (December), pp. 93–101.
- 2004. Myth-Making and the Rationality of Mass Murder: Rwanda, Bosnia and Cambodia in Comparative Perspective, Leeds African Studies Bulletin, 66 (2004), 31-43.
- 2003. "Comparing the killing fields: Rwanda, Cambodia and Bosnia." In Jensen, Steven ed., Genocide: Cases, Comparisons, and Contemporary Debates. København; Sweden; The Danish Center for Holocaust and Genocide Studies.
- 2003. "Where Hamites and Aryans cross paths: the role of myth-making in mass murder", Journal of Genocide Research, vol. 5, no. 1, pp. 145–48.
- 2002. "The fire in the Great Lakes." Peace Research Abstracts 39 (2): pp. 155–306.
- 2002. "Disconnecting the threads: Rwanda and the Holocaust reconsidered." Journal of Genocide Research 4 (4): pp. 499–518.
- 2002. "Le génocide de 1972 au Burundi: Les silences de l'histoire", Cahiers d'Etudes Africaines, no. 167, XLII-3, pp. 551–567.
- 2000. "The crisis in the Great Lakes". In Harbeson & Rothchild, Africa in World Politics, Boulder, CO: Westview Press: pp. 324–352
- 2000. "Hate crimes." Transition 9, 1/2: pp. 114–132.
- 1999. "Ethnicity as myth: The view from the Central Africa". Occasional Paper, Centre of African Studies, University of Copenhagen, May 1999.
- 1999. "Genocide in Comparative Perspective: Rwanda, Cambodia, and Bosnia", unpublished manuscript.
- 1998. "Genocide in the Great Lakes: Which genocide? Whose genocide?" New Haven, Ct.: Yale Center for International and Area Studies, Mellon Sawyer Seminar Series; pp. 1–13.
- 1997. "Eyewitness accounts; the Rwandan genocide." In Totten, Parson, and Charny, Century Of Genocide: Eyewitness Accounts And Critical Views, New York: Garland Publishing, Inc., pp. 408–423.
- 1997. "Patterns of state collapse and reconstruction in Central Africa: Reflections on the crisis in the Great Lakes Region". Afrika Spectrum, Vol. 32, No. 2: pp. 173–193; also in African Studies Quarterly online at
- 1995. "Rwanda: the rationality of genocide". Issue: A Journal of Opinion, 23, No. 2: pp. 8–11.
- 1994. "Managing transition anarchies: Rwanda, Burundi, and South Africa in comparative perspective". The Journal of Modern African Studies 32 (4): pp. 581–604.
- 1994. "The apocalypse in Rwanda. Ethnic conflict: the new world order". Cultural Survival Quarterly 18, 2 (Summer): pp. 29–33.
- 1992. "Africa's troubled transitions". Journal of Democracy 3, No. 4 (October 1992): pp. 98–109.
- 1992. "Uncivil states and civil societies: How illusion became reality". Journal of Modern African Studies 30, No. 2: pp. 177–191
- 1992. "African transitions to democracy: an interim (and mostly pessimistic) assessment". African Insight 22; pp. 178–85
- 1992. "Burundi: The Politics of Ethnic Amnesia", in Helen Fein ed., Genocide Watch, New Haven: Yale University Press, pp. 70–86.
- 1991. The René Lemarchand Collection at the University of Florida: Box 1: Rwanda Documents, 1930 [bulk 1950 – 1991. 57 Folders.
- 1990. "Lécole historique burundo-française: Une école pas comme les aures". Canadian Journal of African Studies, 24 2, pp. 235–48.
- 1983. "The state and society in Africa: Ethnic stratification and restratification in historical and comparative perspective". in Donald Rothchild and Victor A. Olorunsola, eds, State Versus Ethnic Claims: African Policy Dilemmas, Boulder, Colorado (1983): pp. 44–66.
- 1980-81 "Rwanda: Recent history". In Africa South of the Sahara, 1980-81. London: Europa Publications.
- 1976. "The C.I.A. in Africa: How Central? How Intelligent?" The Journal of Modern African Studies, Volume 14, Issue 03, Sept, pp. 401–426.
- 1975. "Ethnic genocide". Excerpts from Selective Genocide in Burundi, Report No. 20, Minority Rights Group, London, 1974. Issue 5, No. 2l, Summer: pp. 9–16.
- 1975. "Rwanda: Recent history". In Africa South of the Sahara, 1974. London: Europa Publications.
- 1974. "The military in former Belgian Africa". In Kelleher Ed., Political Military Systems: Comparative Perspectives. Beverly Hills: Sage Publications.
- 1973. "African Power Through the Looking Glass". The Journal of Modern African Studies, vol. 11, No. 2 (June), pp. 305–314.
- 1972. "Political clientelism and ethnicity in tropical Africa: Competing solidarities in nation-building". The American Political Science Review 66, no. 1 (March): pp. 68–90.
- 1970. "The coup in Rwanda". in Protest and Power in Black Africa, ed. Rothberg, R. I., and Mazrui, Oxford, p. 891.
- 1968. "Revolutionary phenomena in stratified societies; Rwanda and Zanzibar". Civilisations 18, No. 1: pp. 16–51.
- 1968. "Les relations de clientèle comme agent de contestation: le cas du Rwanda". Civilisations 18, No. 4: pp. 553–578.
- 1967. "The passing of Mwamiship in Burundi". Africa Report (January): pp. 15–24.
- 1966. "Power and stratification in Rwanda; A reconsideration". Cahiers d'Études africaines 6, No. 24: pp. 592–610. Also available at www.persee.fr
- 1966. "Political instability in Africa, the case of Rwanda and Burundi." Civilisations 16 (3): pp. 307–37.
- 1962. "L'influence des systèmes traditionnels sur l'évolution du Rwanda et du Burundi." Revue de l'Institut de Sociologie de l'Université Libre de Bruxelles: pp. 2–24.

## Llegat i honors
- 1971, Premi Melville J. Herskovits per Rwanda and Burundi, African Studies Association[4]
- La Col·lecció René Lemarchand de documents polítics africans a la Universitat de Florida, amb materials sobre Ruanda, Burundi, Zaire, Txad, Gabon i Líbia, principalment en francès, amb èmfasi en el període dels anys cinquanta a través de la independència i augmentant la democratització els anys vuitanta i noranta.